# Scapulo-coracoïde

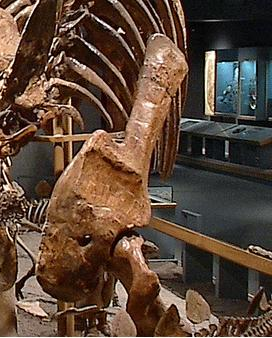
Scapulo-coracoïde de Stegosaurus stenops.

Le scapulo-coracoïde ou scapulocoracoïde est un os de la ceinture scapulaire formé de l'union du coracoïde et de la scapula (omoplate). Le coracoïde lui-même est un os en forme de bec qui se trouve couramment chez la plupart des vertébrés à quelques exceptions près. L'humérus est lié au corps par l'omoplate, la clavicule relie le sternum à l'omoplate.
Les mammifères thériens n'ont pas de scapulocoracoïde. Les oiseaux et les reptiles ont cet os divisé ; le coracoïde et la scapula. Chez l'homme, le coracoïde est considéré comme une partie de la scapula et porte le nom de processus coracoïde. 
- (en) Cet article est partiellement ou en totalité issu de l’article de Wikipédia en anglais intitulé « Scapulocoracoid » (voir la liste des auteurs).